# Bebiano Gomes
Bebiano Gomes (Bissau, 5 de dezembro de 1964), conhecido também por Bio, é um ex-jogador de futebol guineense que jogou em Portugal nas décadas de 1980 e 1990, Diretor Desportivo do F. C. Penafiel de 2000 a 2011, e que se licenciou em Direito em 2007 - Pós-Graduação em Direito Tributário e Fiscal pela Universidade do Minho e Pós-Graduação em Direito das Empresas e do Trabalho pelo ISCTE-IUL  Tornou-se conhecido da opinião pública quando representou o promissor jogador luso-guineense Bruma, procurando rescindir com o Sporting, no Verão de 2013. Em causa estava alegadamente a duração exacta do contrato que seria permitida por lei. Em declarações aos media revelou-se surpreeendido pelo facto de a Comissão Arbitral Paritária da Liga Portuguesa de Futebol ter determinado ser improcedente o pedido de nulidade de contrato com o Sporting.